# Inteckningsbanken

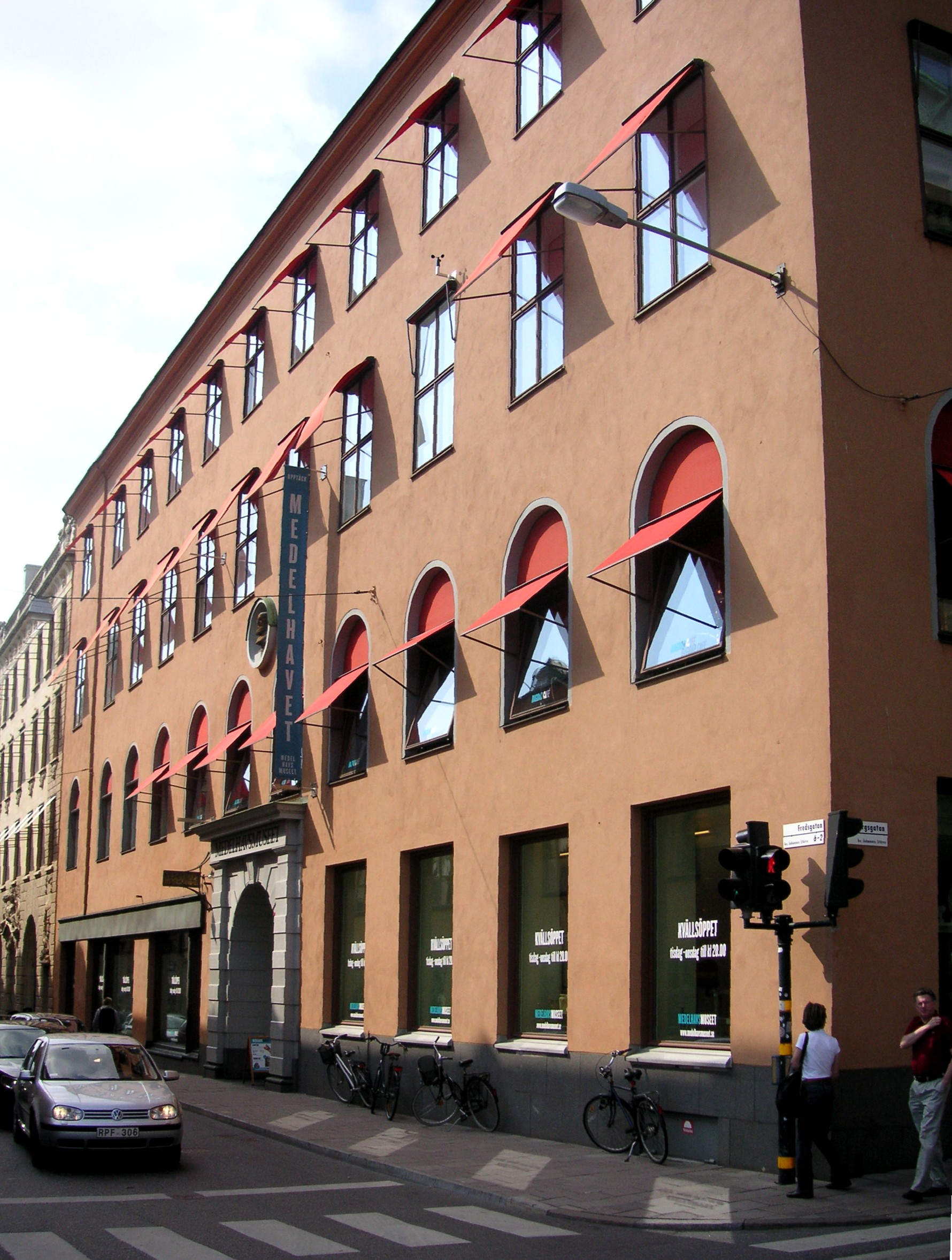
Bankens kontorsbyggnad på Fredsgatan i Stockholm (sentida bild).

Inteckningsbanken var en 1869 grundad svensk affärsbank under namnet Stockholms Intecknings Garanti Aktiebolag (SIGAB).
Initiativtagare var Henrik Palme, som även var bankens förste VD.
Banken bytte 1943 namn till Inteckningsbanken och slogs samman 1955 med Svenska Handelsbanken. Innan dess var Inteckningsbanken Sveriges femte största affärsbank.

## Huvudkontor
Banken hyrde först två rum i bottenvåningen på Lilla Nygatan 4 i Stockholm för sin verksamhet. 1872 flyttade man in i grannhuset, det Petersenska huset.
År 1874 köptes det nyligen nedbrunna Hornska palatset på Fredsgatan 2 för 515 000 kronor, vilket byggdes om. Bankpalatset inrymmer numera Medelhavsmuseet.